# Chenopodium mucronatum
Chenopodium mucronatum är en amarantväxtart som beskrevs av Carl Peter Thunberg. Chenopodium mucronatum ingår i släktet ogräsmållor, och familjen amarantväxter. Arten förekommer tillfälligt i Sverige, men reproducerar sig inte.